# Тарапунька і Штепсель під хмарами
«Тарапу́нька і Ште́псель під хма́рами» — український радянський короткометражний сатиричний кінофейлетон, знятий у 1953 році на Київській студії художніх фільмів.

## Сюжет
Тарапунька і Штепсель підіймаються на радіотрансляційну щоглу, звідки добре видно Київ, і ведуть свій критичний огляд. У поле зору сатириків потрапляють: шикарні квартири письменників, бюрократи, товкучки, дніпровський пляж…

## Виконавці і ролі

### Головні ролі
- Юрій Тимошенко — Тарапунька.
- Юхим Березін — Штепсель.

### Немає в титрах
- Софія Карамаш — дружина новосела.
- Роза Макагонова — дочка новоселів.
- Василь Фущич — студент-медик.
- Андрій Сова — вболівальник.
- Іван Матвеєв — вболівальник.

## Творча група
- Сценаристи: Юрій Тимошенко, Юхим Березін
- Режисери-постановники: Євген Брюнчугін, Юрій Тимошенко, Юхим Березін
- Оператори-постановники: Олександр Пищиков, Сергій Ревенко
- Художник-постановник: Олексій Бобровников
- Композитор: Олександр Цфасман
- Звукооператор: Ростислав Максимцов
- Комбіновані зйомки: Б. Горбачов, Микола Іллюшин
- Директор картини: І. Бакуліна